# George Montagu (1622-1681)
Pour les articles homonymes, voir Montagu (homonymie).
George Montagu (28 juillet 1622 - juillet 1681) est un homme politique anglais qui siège à la Chambre des communes à divers moments entre 1640 et 1679.

## Biographie
Il est né à Westminster, fils de Henry Montagu (1er comte de Manchester). Il est à l'école à Amersham, dans le Buckinghamshire, sous le Dr Croke et est admis au Christ's College de Cambridge le 21 mars 1639. Il obtient une maîtrise en 1640 et est admis au Middle Temple la même année.
En novembre 1640, il est élu député de Huntingdon au Long Parlement et siège jusqu'en 1648.
En août 1660, il est élu député de Dover au Parlement de la Convention. En 1661, il est réélu député de Douvres au Parlement Cavalier et siège jusqu'en 1679. Il est maître de l'hôpital de Sainte-Catherine, Londres de 1661 à 1681.
Décédé en 1681, Montagu est enterré à Sainte-Catherine-de-la-Tour en juillet.
Montagu épouse Elizabeth Irby, fille de Sir Anthony Irby et ont James Montagu (juge), Edward Montagu (député) et Charles Montagu (1er comte d'Halifax).